# Protochromys fellowsi
Genre
Espèce
Statut de conservation UICN

 LC  : Préoccupation mineure
Protochromys fellowsi est une espèce de rongeurs de la sous-famille des Murinés de Nouvelle-Guinée, la seule du genre Protochromys.

## Référence
- Menzies, 1996 : A systematic revision of Melomys (Rodentia: Muridae) of New Guinea. Australian Journal of Zoology 44-4 pp 367-426.